# Bolitaena pygmaea
Bolitaena pygmaea is een achtarmige inktvis uit de familie Amphitretidae. De wetenschappelijke naam van de soort werd in 1884 gepubliceerd door Addison Emery Verrill als Eledonella pygmaea

## Kenmerken
Deze achtarmige inktvis is slechts een paar centimeter lang. Het geleiachtige lichaam is transparant.

## Verspreiding en leefgebied
Deze soort komt voor op diepten van 5400 meter of dieper.